# Limnonectes mawlyndipi
Limnonectes mawlyndipi é uma espécie de anfíbio da família Ranidae.
É endémica da Índia.
Os seus habitats naturais são: regiões subtropicais ou tropicais húmidas de alta altitude, rios, marismas de água doce e marismas intermitentes de água doce.